# Bankapura
Bankapura o Bankapur és una vila (panchayat) al districte d'Haveri a Karnataka, Índia, a la taluka Shiggaon. És famosa pel temple de Nagareshwara, el fort de Bankapur i el santuari animal dels paons. La població (cens del 2001) és de 20.264 habitants (el 1901 eren 6.360). La taluka de Bankapura va existir sota domini britànic i tenia 144 pobles (1901) incloent la capital Shiggaon de la qual després va agafar el nom, i una població de 90.361 habitants el 1901.

## Monuments
El temple jainista de Rangaswami, amb un bon nombre d'inscripcions és un monument destacat. Al fort de Bankapura (construït el 454 i avui en ruïnes), hi ha (a l'interior) el temple de Nagareshwara amb 60 pilars de pedra grisa; el fort s'estén per 0,5 km² i el Mayura Vana (el santuari dels paons) també és a l'interior i ocupa uns 220.000 m2; el santuari fou establert el 9 de juny de 2006; a l'interior del fort també hi ha una mesquita.

## Història

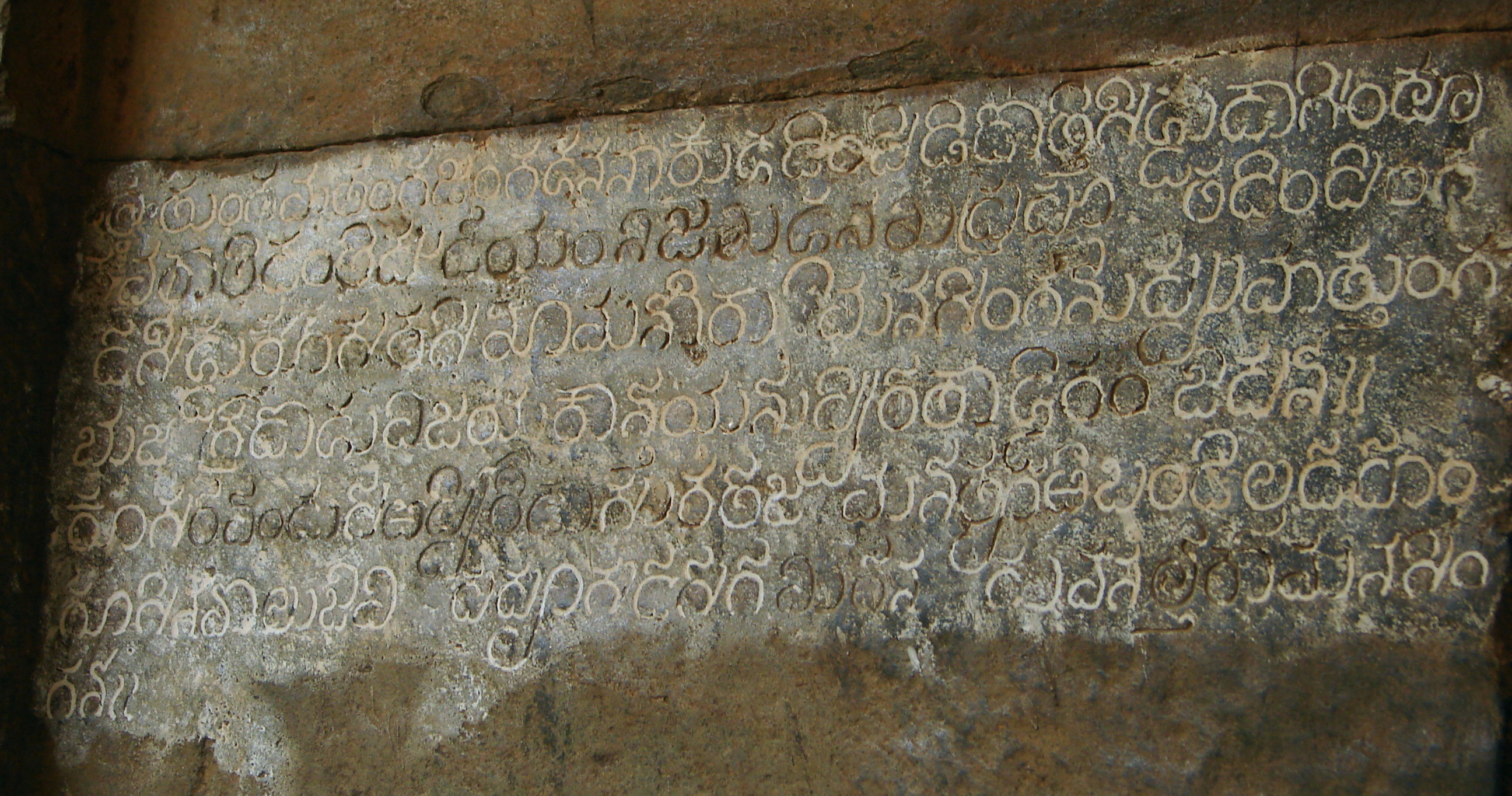
Nagaresvara

La regió fou governada pels kadamba, banavasi, ganga, cola, rashtrakuta, hoysala i chalukya. La ciutat és esmentada per primer cop el 898 quan li va donar nom Bankeyarasa, el cap chellaketan de Dharwar vassall del rei rashtrakuta Amoghavarsha (851-869). Sota la dinastia Chalukya es van construir nombrosos temples. El 1071 regnava a la ciutat Udayatiya de la família Ganga. Va passar després al regne de Vijayanagar i el 1406 fou assetjada pel sultà bahmànida Firuz Shah (origen dels nawab de Savanur). Els temples chalukyes en part foren destruïts amb la invasió d'Ali el sultà adilshàhida de Bijapur el 1567. Després de Bijapur va governar la regió l'Imperi Mogol (1586) i el nizam d'Hyderabad; el 1776 la va conquerir Haidar Ali de Mysore i el seu fill Tipu Sultan la va posseir després però la va perdre davant els marathes. El 1790 segons els registres marathes era capital d'un sarkar de 16 parganes; el peshwa maratha la va cedir als britànics pel Tractat de Bassein (1802) de 31 de desembre, junt amb altres territoris.